# Самохвалов, Валериан Александрович
Валериан Александрович Самохвалов — советский хозяйственный, государственный и политический деятель.

## Биография
Родился в 1908 году в Нижнем Новгороде. Член КПСС с 1937 года.
С 1920 года — на хозяйственной, общественной и политической работе. В 1920—1975 гг. — ученик слесаря, слесарь авторемонтных мастерских, инженер, начальник электровозного депо, начальник службы электрификации, заместитель начальника, начальник Пермской железной дороги, член комитета Гостехники при Совете Министров СССР, начальник отдела железнодорожного транспорта Управления делами Совета Министров СССР, начальник Технического управления, заместитель председателя Научно-технического совета Министерства путей сообщения СССР, редактор журнала «Железные дороги мира», первый заместитель председателя Научно-технического совета Министерства путей сообщения СССР.
Умер в Москве в 1975 году.